# Liste der Monuments historiques in Lantenay (Côte-d’Or)
Die Liste der Monuments historiques in Lantenay führt die Monuments historiques in der französischen Gemeinde Lantenay auf.

## Liste der Immobilien
| Bezeichnung         | Beschreibung                                                                                              | Standort                  | Kennzeichnung | Schutzstatus   | Datum     | Bild           |
| ------------------- | --- | ------------------------- | ------------- | -------------- | --------- | -------------- |
| Kapelle St-Louis    | aus dem 13. und 14. Jahrhundert                                                                           | nördlich des Ortes (Lage) | PA00112503    | Classé         | 1975      | weitere Bilder |
| Château de Lantenay | Schloss, zweite Hälfte des 17. Jahrhunderts; mit Taubenturm, Kapelle, Orangerie und Teilen der Parkanlage | Rue du Château (Lage)     | PA00112504    | Classé Inscrit | 1963 1988 | weitere Bilder |

## Liste der Objekte
| Bezeichnung                                | Beschreibung                                                  | Standort                                         | Kennzeichnung | Schutzstatus | Datum | Bild |
| ------------------------------------------ | ------------------------------------------------------------- | ------------------------------------------------ | ------------- | ------------ | ----- | ---- |
| Skulptur Mantelteilung des heiligen Martin | Kalkstein. 15. Jahrhundert                                    | außen an der Kirche St-Louis-et-St-Martin (Lage) | PM21001363    | Classé       | 1913  |      |
| Skulptur Madonna mit Kind                  | Kalkstein, 15. Jahrhundert                                    | in der Kirche St-Louis-et-St-Martin (Lage)       | PM21001364    | Classé       | 1913  |      |
| Skulptur Heiliger Ludwig                   | Kalkstein, farbig gefasst, zweite Hälfte des 15. Jahrhunderts | in der Kirche St-Louis-et-St-Martin (Lage)       | PM21001365    | Classé       | 1913  |      |
| Skulptur Heiliger Martin                   | Kalkstein, farbig gefasst, 16. Jahrhundert                    | in der Kirche St-Louis-et-St-Martin (Lage)       | PM21001366    | Classé       | 1913  |      |
| Skulptur Unterweisung Mariens              | Holz, farbig gefasst, 16. Jahrhundert                         | in der Kirche St-Louis-et-St-Martin (Lage)       | PM21001367    | Classé       | 1913  |      |
| Wandgemälde Leben Christi                  | aus der ersten Hälfte des 13. Jahrhunderts                    | in der Schlosskapelle Notre-Dame-la-Noire (Lage) | PM21001368    | Classé       | 1975  |      |
| Sechs Aufsätze für Prozessionsstäbe        | Holz, farbig gefasst, 19. Jahrhundert                         | in der Kirche St-Louis-et-St-Martin (Lage)       | PM21005172    | Inscrit      | 2018  |      |
| Skulptur Dreifaltigkeit                    | Stein, ohne Datierung                                         | in der Kirche St-Louis-et-St-Martin (Lage)       | PM21005173    | Inscrit      | 2018  |      |
| Altarkreuz                                 | Silber, 17. Jahrhundert                                       | in der Kirche St-Louis-et-St-Martin (Lage)       | PM21005174    | Inscrit      | 2018  |      |
| Skulptur Heilige Regina                    | Stein, farbig gefasst, ohne Datierung                         | in der Kirche St-Louis-et-St-Martin (Lage)       | PM21005175    | Inscrit      | 2018  |      |